# منظم المواعيد الوزارية
منظم المواعيد الوزارية أو منظم المواعيد هي عبارة عن وظيفة في المكتب الخاص بالوزراء في المملكة المتحدة. تتضمن مهام الوظيفة إدارة جدول أعمال الوزير. وتختلف هذه الوظيفة عن (وتعتبر وظيفة أكثر ثانوية من) وظيفة السكرتير الخاص المسؤول عن الإدارة العامة لمكتب الوزير.